# 南非航空228號班機空難
南非航空228號班機空難是南非航空1班的從南非奧利弗·坦博國際機場到英國倫敦希斯洛機場定期航班，在1968年4月20日，1架波音707客機在晚間8點49分從南非霍齊亞·庫塔科國際機場起飛之後1分鐘就墜毀在機場附近，導致了機上有116名旅客，4名飛行員，8名空中服務員，總共有128人當中，有123名乘客罹難 ，僅5人生還。